# Женская гимназия Святой Рипсимэ
Же́нская гимна́зия Свято́й Рипсимэ́ (арм. Հռիփսիմյան օրիորդաց դպրոց) — бывшее учреждение среднего образования для девушек в городе Ереване, названное в честь святой Рипсимэ. Расположена на улице Амиряна в районе Кентрон. Была основана в 1850 году. В настоящее время школа не функционирует, но её здание охраняется как памятник архитектуры и внесено в список исторических и культурных памятников Кентрона.

## История
Школа была основана в 1850 году при поддержке Ереванского отделения Женского благотворительного общества святой Нины. Первоначально имевшее статус женского колледжа, в 1884 заведение обзавелось классами прогимназии, а в 1898 году оно стало женской гимназией с семью классами образования и переехало в новое здание. Обучение проходило на русском языке. В гимназии преподавались армянский, русский, персидский языки, математику, географию и труд. В 1866 году появился подготовительный класс с новыми учебными дисциплинами: биология, ботаника, общее образование, история России, французский язык, эстетика, живопись, музыка и многое другое. В 1904 году был открыт восьмой класс. В 1917 году в гимназии Рипсимэ учились 526 учеников, из которых 352 были армянами. В 1918 году школа для девочек была национализирована, и преподавание армянского языка было усилено. В 1921 году гимназия превратилась в смешанную школу второй ступени и в 1925 названа в честь революционного деятеля Александра Мясникяна.

## Здание
Здание женской гимназии Святой Рипсимэ включено в список недвижимых памятников истории и культуры района Кентрон как памятник истории и культуры республиканского значения. Оно было построен в 1898 году по проекту архитектора Ивана Вагапова. Здание было реконструировано по проекту Василия Мирзояна в 1905 году. Справа было пристроено двухэтажное здание с подвалом и конюшней. Министерство здравоохранения и труда Армении работало в этом крыле с 1918 по 1920 год. Есть информация о том, что в этом здании был основан Институт Брюсова. Позже здесь были работали различные государственные учреждения. В 1982 году здание начали ремонтировать, чтобы переместить сюда Музей истории Еревана из Голубой мечети; школа в нём к этому моменту уже не работала. Обновление здания продолжалось более 10 лет. Когда музей переехал сюда в 1994 году, ремонт не был завершён, поэтому Ереванский исторический музей не организовывал никаких выставок. В 1997 году музей переехал из этого здания, и оно было приватизировано. Многие граждане, политические и общественные деятели организовали акции протеста и пикеты против продажи ценного архитектурного сооружения.
В 1996 году здание было куплено британско-армянским бизнесменом Ваче Манукяном. Здание было включено в список сохранившихся памятников только в 2004 году.

## Галерея

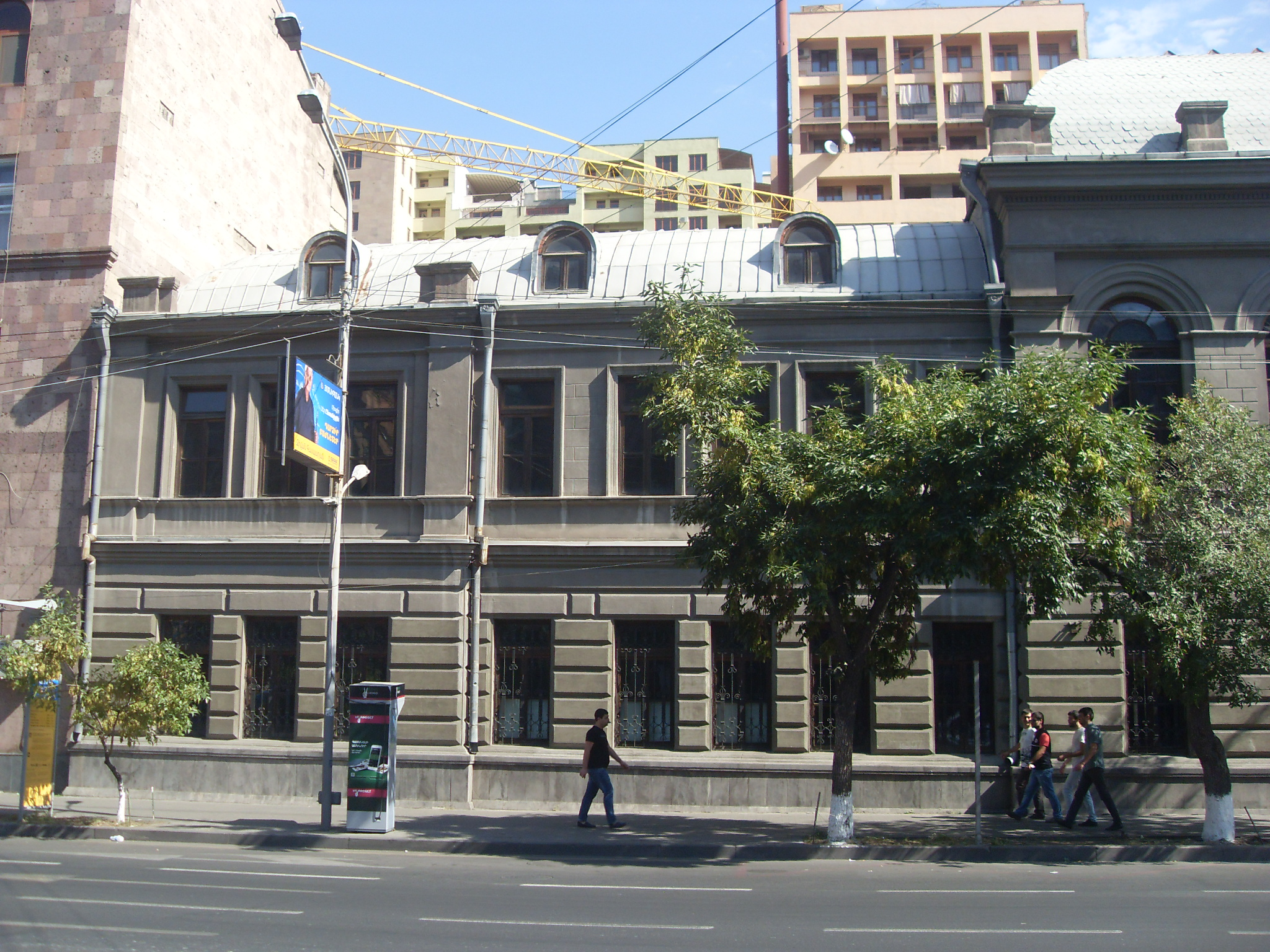
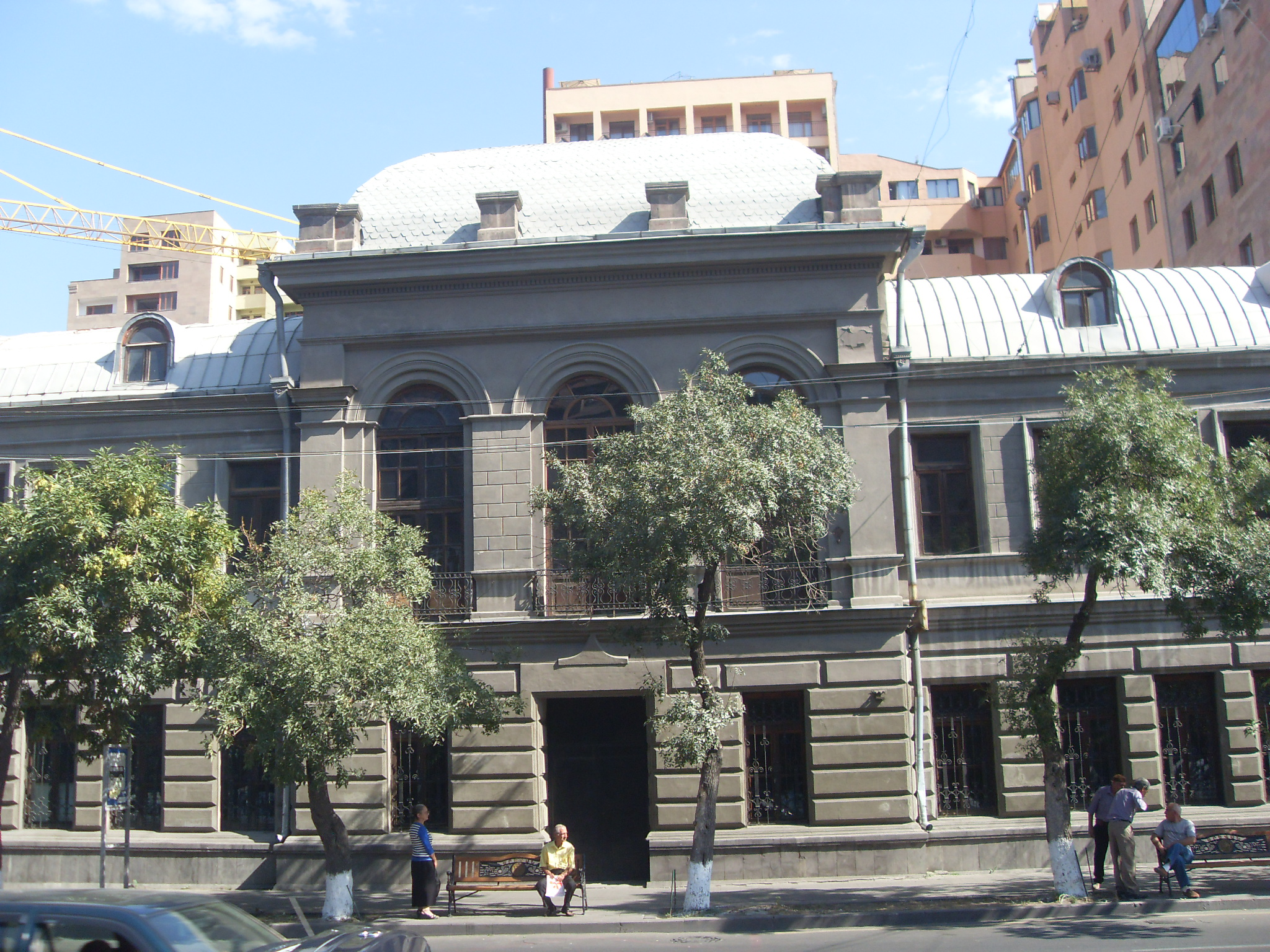
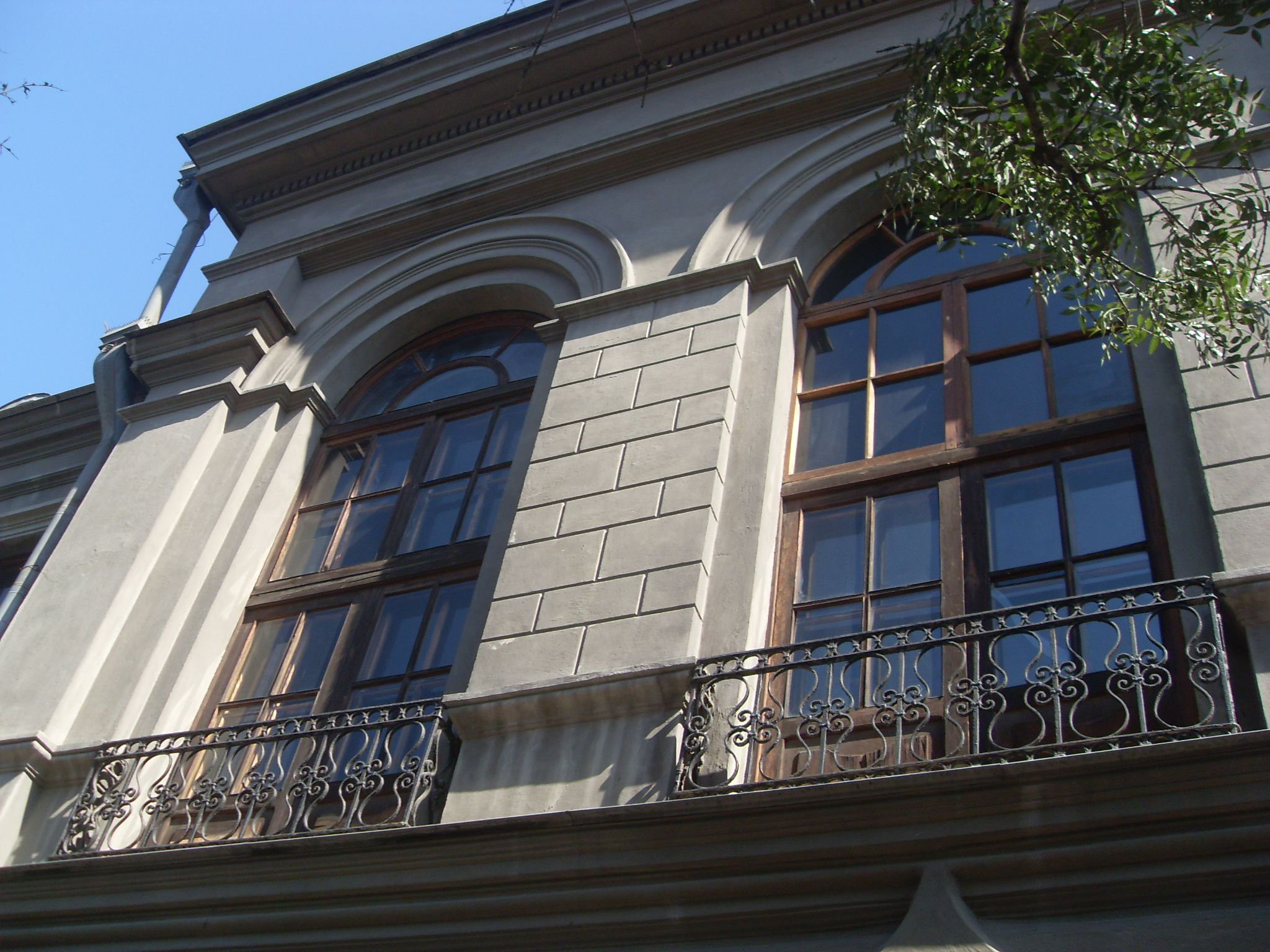
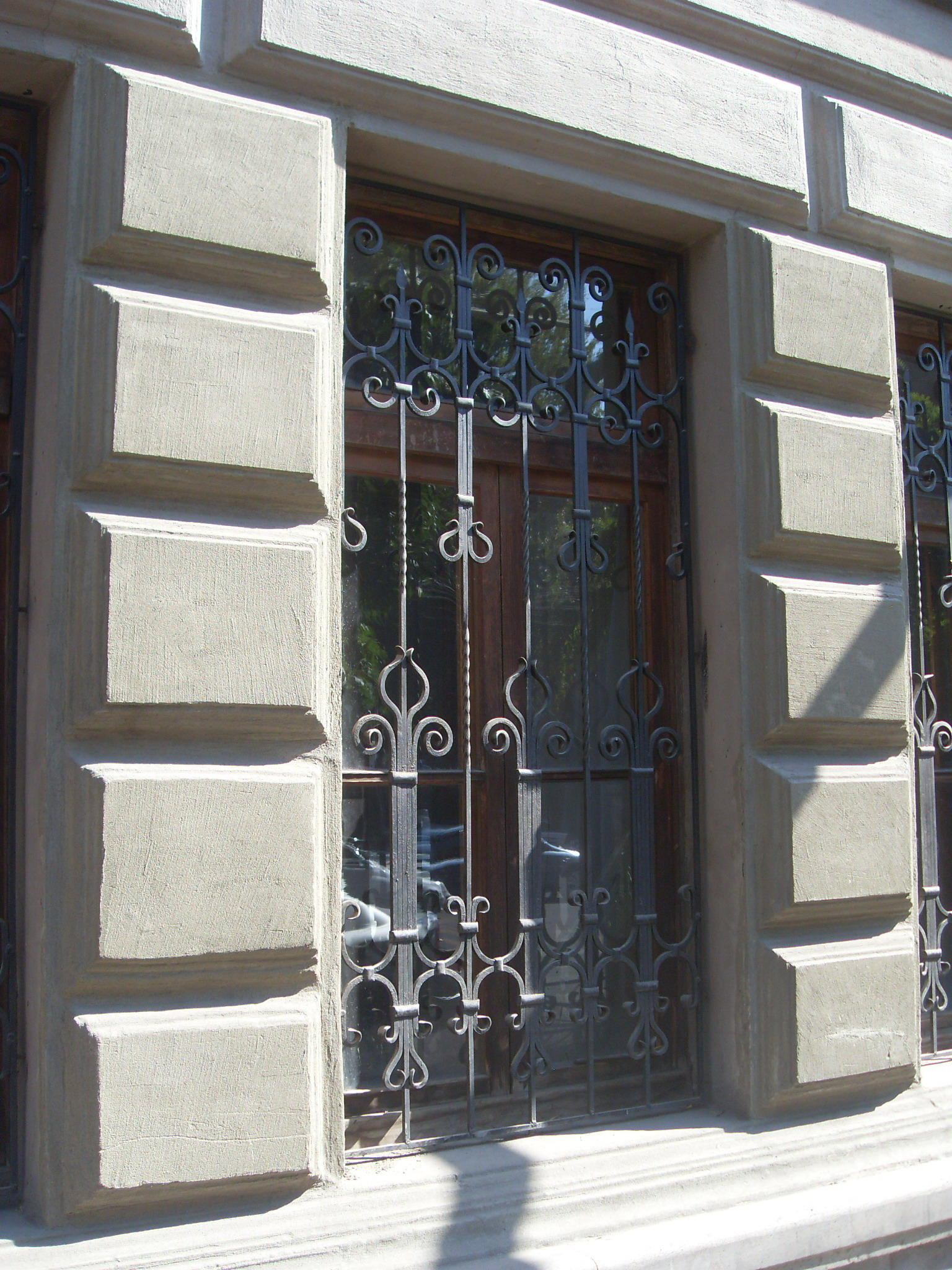
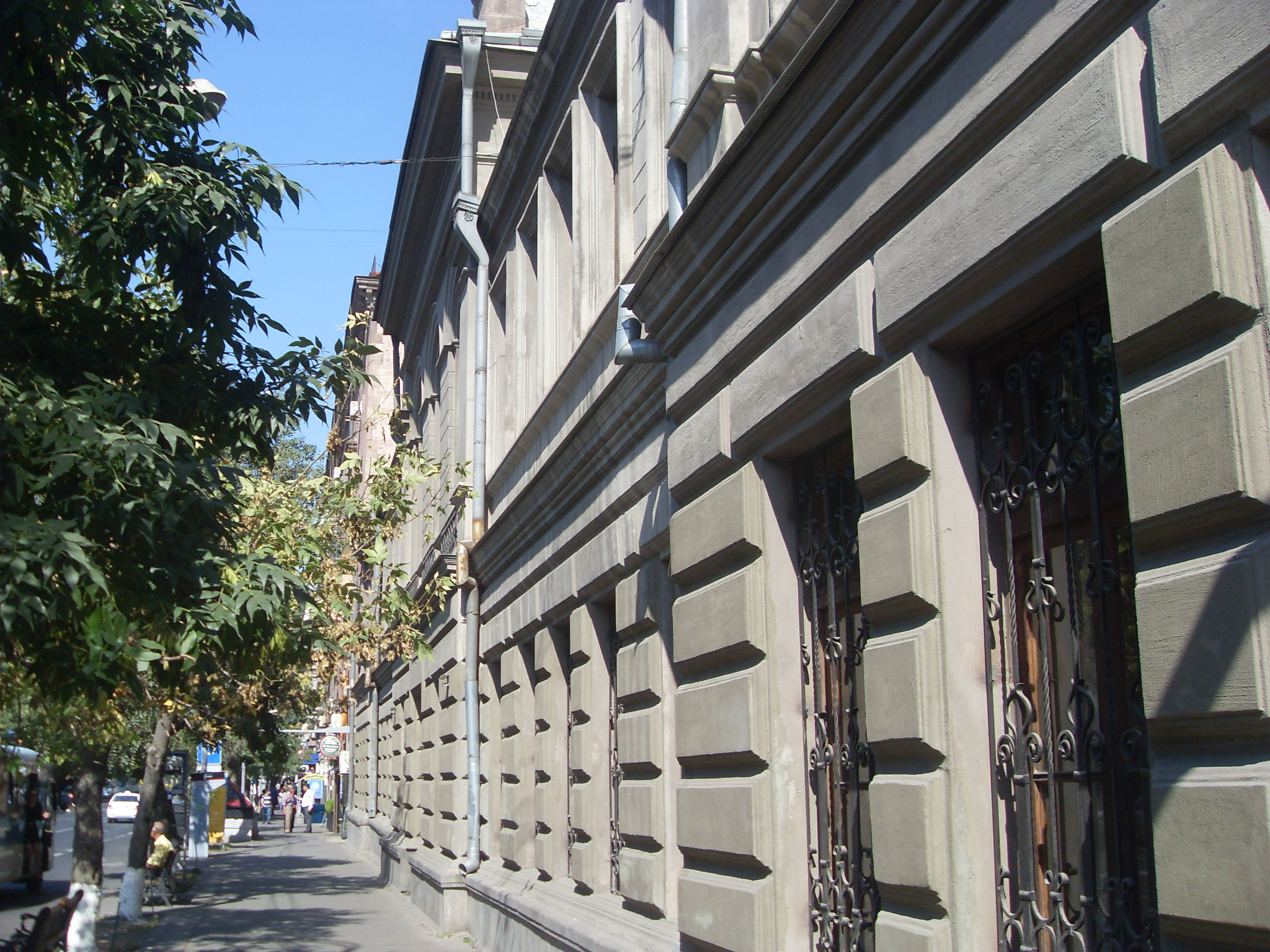
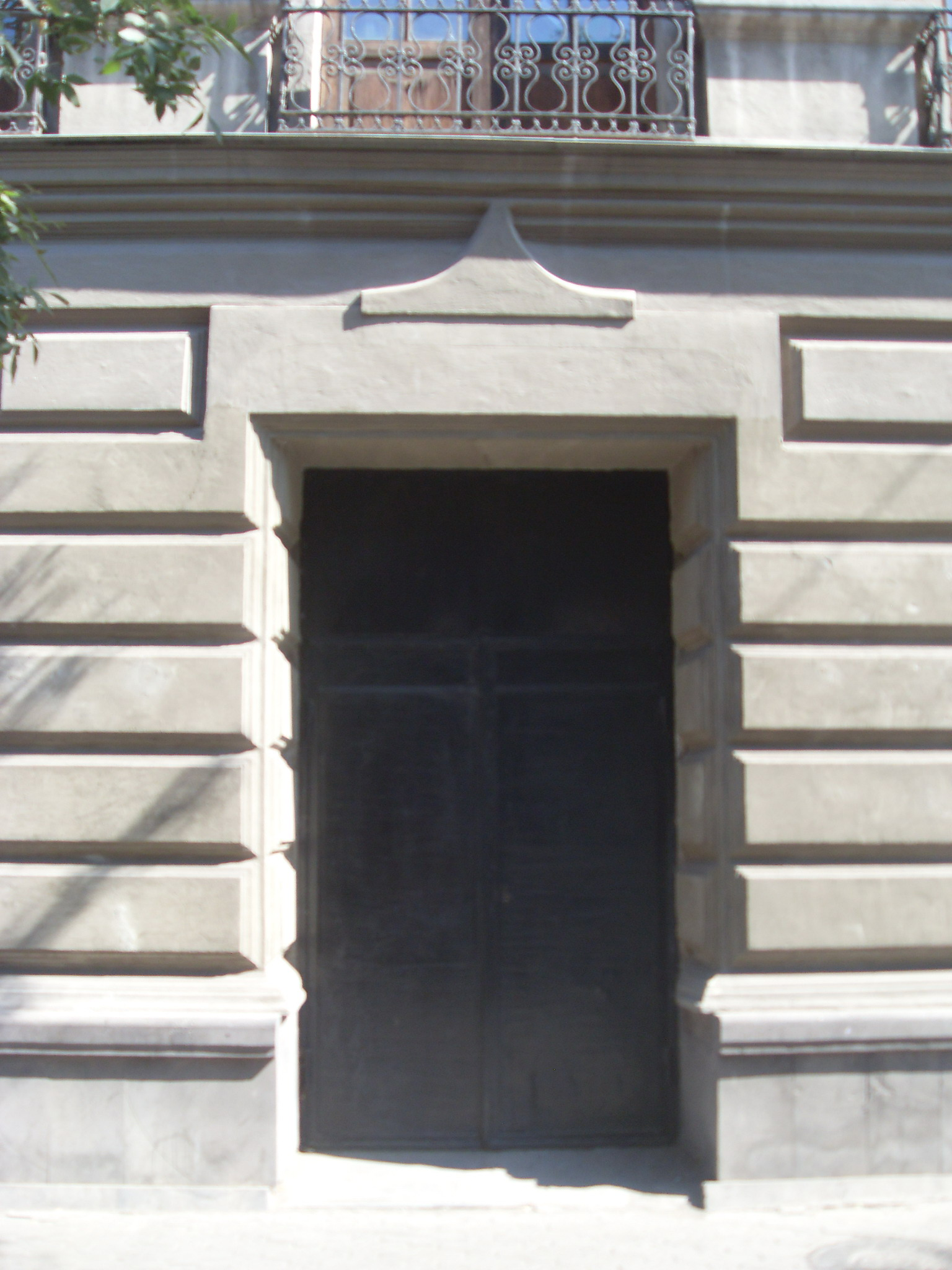
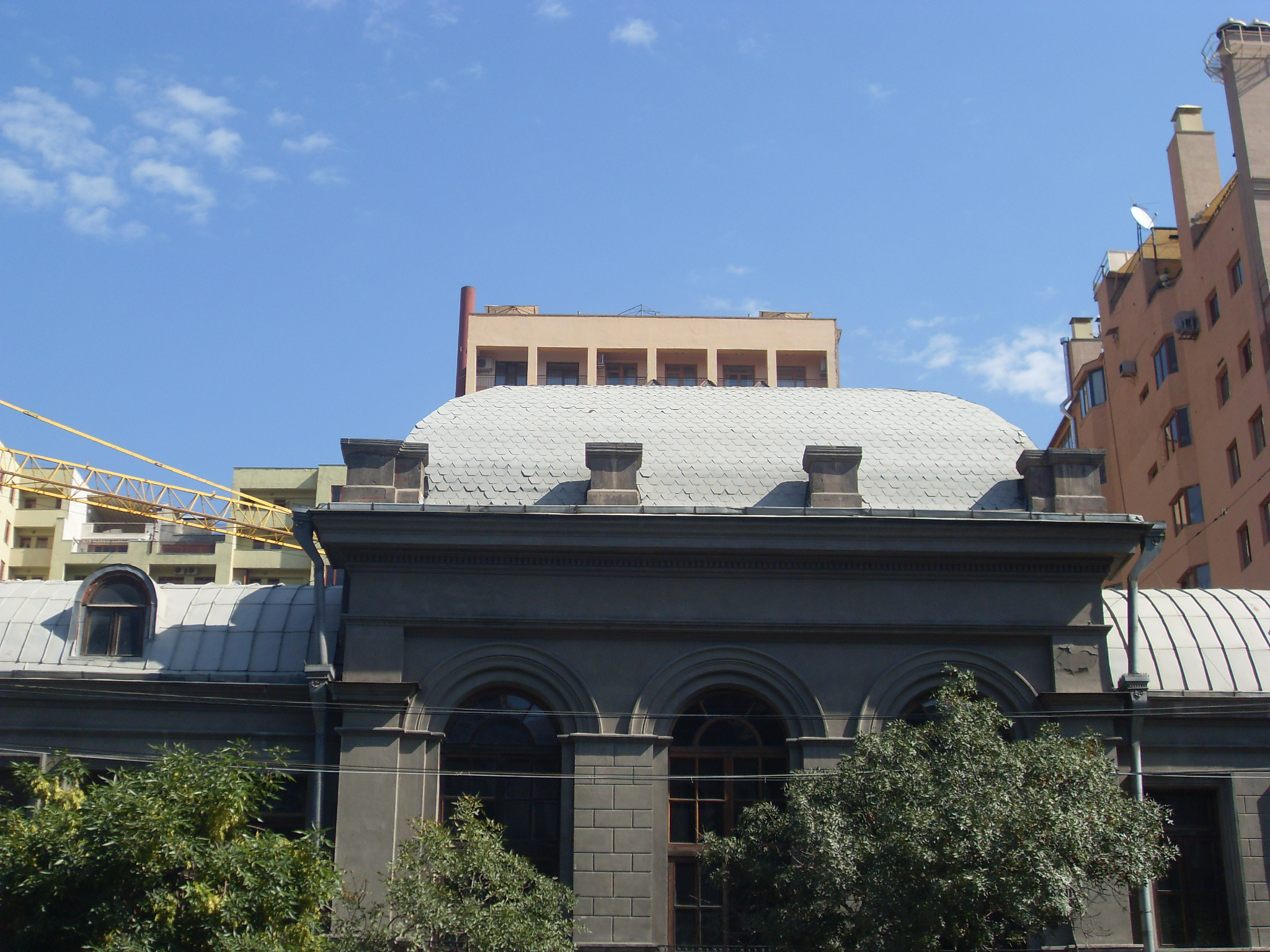